# Meistaradeild w piłce siatkowej mężczyzn (2019/2020)
Meistaradeild w piłce siatkowej mężczyzn 2019/2020 − 52. sezon mistrzostw Wysp Owczych zorganizowany przez Farerski Związek Piłki Siatkowej (Flogbóltssamband Føroya). Zainaugurowany został 9 listopada 2019 roku.
Rozgrywki miały składać się z fazy zasadniczej, w której uczestniczyły 4 zespoły oraz finału granego w formie dwumeczu.
12 marca 2020 roku ze względu na szerzenie się zakażeń wirusem SARS-CoV-2 Farerski Związek Piłki Siatkowej zawiesił rozgrywki. 16 kwietnia 2020 roku podjął decyzję o ostatecznym zakończeniu sezonu, uznając za wiążące wyniki z dnia zawieszenia rozgrywek. Mistrzem Wysp Owczych został klub Mjølnir.
W sezonie 2019/2020 żaden klub z Wysp Owczych nie występował w europejskich pucharach.

## Drużyny uczestniczące
| | Meistaradeild 2019/2020 |   |
| --- | ----------------------- | - |
| MJØ | Mjølnir                 | 1 |
| FLE | Fleyr                   | 2 |
| ÍF | ÍF                      | 3 |
| SÍ | SÍ                      | 4 |
| Oznaczenia: - kolumna pierwsza – skróty nazw drużyn wpisane na mapie (jeśli ta została zamieszczona), - kolumna trzecia – miejsce zajęte przez daną drużynę w poprzednim sezonie. |                         |   |

## System rozgrywek
W fazie zasadniczej 4 drużyny rozgrywają ze sobą po sześć spotkań systemem mecz u siebie i rewanż na wyjeździe. Dwie najlepsze drużyny uzyskują awans do finału.
Finał grany jest w postaci dwumeczu. Jeżeli obie drużyny wygrają po jednym spotkaniu, o mistrzostwie decyduje tzw. złoty set grany do 15 punktów z dwoma punktami przewagi jednej z drużyn.

## Faza zasadnicza

### Tabela wyników
| Gospodarz \ Gość1 | MJØ | FLE | ÍF  | SÍ  |
| ----------------- | --- | --- | --- | --- |
| Mjølnir           | -   | 3:2 | 3:0 | 3:0 |
| Fleyr             | 1:3 | -   | 0:3 | 1:3 |
| ÍF                | 0:3 | 2:3 | -   | 1:3 |
| SÍ                | 0:3 | 3:0 | 3:1 | -   |

| Gospodarz \ Gość1 | MJØ | FLE | ÍF  | SÍ  |
| ----------------- | --- | --- | --- | --- |
| Mjølnir           | -   | 3:0 | 3:0 | 3:1 |
| Fleyr             | 3:0 | -   | 3:1 | 1:3 |
| ÍF                | 1:3 | 3:1 | -   | 3:0 |
| SÍ                | 3:2 | 2:3 | 2:3 | -   |

| Gospodarz \ Gość1 | MJØ | FLE | ÍF  | SÍ  |
| ----------------- | --- | --- | --- | --- |
| Mjølnir           | -   | 1:3 | 3:2 | —   |
| Fleyr             | —   | -   | 3:0 | 1:3 |
| ÍF                | —   | —   | -   | —   |
| SÍ                | —   | —   | —   | -   |

Źródło: Flogbóltssamband Føroya (far.)
1 Drużyna gospodarzy jest wymieniona po lewej stronie tabeli.
Kolory:
  zwycięstwo gospodarzy 3:0 lub 3:1
  zwycięstwo gospodarzy 3:2
  zwycięstwo gości 3:0 lub 3:1
  zwycięstwo gości 3:2

### Terminarz i wyniki spotkań
| Data       | Godz. | Gospodarz | Rezultat                                | Gość    |
| ---------- | ----- | --------- | --------------------------------------- | ------- |
| RUNDA 1    |       |           |                                         |         |
| 09.11.2019 | 14:00 | ÍF        | 2:3 (16:25, 33:31, 14:25, 29:27, 11:15) | Fleyr   |
| 09.11.2019 | 18:30 | Mjølnir   | 3:0 (25:20, 25:23, 25:17)               | SÍ      |
| 12.11.2019 | 20:00 | Fleyr     | 1:3 (21:25, 20:25, 25:20, 21:25)        | SÍ      |
| 13.11.2019 | 19:00 | Mjølnir   | 3:0 (25:20, 25:19, 29:27)               | ÍF      |
| 16.11.2019 | 16:00 | SÍ        | 0:3 (18:25, 20:25, 18:25)               | Mjølnir |
| 16.11.2019 | 16:00 | Fleyr     | 0:3 (23:25, 19:25, 22:25)               | ÍF      |
| RUNDA 2    |       |           |                                         |         |
| 08.01.2020 | 19:00 | ÍF        | 1:3 (25:23, 14:25, 28:30, 20:25)        | SÍ      |
| 27.11.2019 | 19:00 | Mjølnir   | 3:2 (25:23, 21:25, 25:17, 21:25, 15:12) | Fleyr   |
| 30.11.2019 | 16:00 | SÍ        | 3:0 (26:24, 25:21, 25:23)               | Fleyr   |
| 01.12.2019 | 15:00 | ÍF        | 0:3 (16:25, 21:25, 23:25)               | Mjølnir |
| 07.12.2019 | 16:00 | Fleyr     | 1:3 (18:25, 25:18, 16:25, 21:25)        | Mjølnir |
| 02.02.2020 | 14:00 | SÍ        | 3:1 (23:25, 25:17, 25:23, 25:19)        | ÍF      |
| RUNDA 3    |       |           |                                         |         |
| 10.12.2019 | 20:00 | Fleyr     | 3:1 (23:25, 28:26, 25:23, 25:20)        | ÍF      |
| 12.12.2019 | 18:00 | SÍ        | 3:2 (25:17, 31:29, 16:25, 21:25, 17:15) | Mjølnir |
| 14.12.2019 | 16:00 | SÍ        | 2:3 (21:25, 25:21, 18:25, 25:22, 13:15) | Fleyr   |
| 15.12.2019 | 15:00 | ÍF        | 1:3 (19:25, 15:25, 25:18, 23:25)        | Mjølnir |
| 21.12.2019 | 14:00 | ÍF        | 3:0 (26:24, 25:18, 31:29)               | SÍ      |
| 22.12.2019 | 15:00 | Mjølnir   | 3:0 (25:17, 26:24, 25:23)               | Fleyr   |
| RUNDA 4    |       |           |                                         |         |
| 04.01.2020 | 16:00 | Mjølnir   | 3:1 (25:22, 25:27, 25:21, 25:18)        | SÍ      |
| 05.01.2020 | 15:00 | ÍF        | 3:1 (18:25, 26:24, 25:19, 25:22)        | Fleyr   |
| 28.01.2020 | 20:00 | Fleyr     | 1:3 (23:25, 25:19, 14:25, 22:25)        | SÍ      |
| 29.01.2020 | 19:00 | Mjølnir   | 3:0 (25:17, 27:25, 25:18)               | ÍF      |
| 10.02.2020 | 20:00 | Fleyr     | 3:0 (25:17, 25:21, 25:23)               | Mjølnir |
| 16.02.2020 | 17:00 | SÍ        | 2:3 (31:29, 18:25, 25:21, 19:25, 11:15) | ÍF      |
| RUNDA 5    |       |           |                                         |         |
| 03.03.2020 | 20:00 | Fleyr     | 1:3 (25:17, 21:25, 21:25, 20:25)        | SÍ      |
| 01.03.2020 | 15:00 | Mjølnir   | 3:2 (14:25, 25:20, 26:24, 12:25, 15:9)  | ÍF      |
| 07.03.2020 | 17:00 | Mjølnir   | 1:3 (29:27, 22:25, 20:25, 17:25)        | Fleyr   |
| 25.03.2020 | 19:00 | ÍF        | mecz anulowany                          | SÍ      |
| 10.03.2020 | 20:00 | Fleyr     | 3:0 (25:22, 25:21, 25:21)               | ÍF      |
| 13.03.2020 | 19:00 | SÍ        | mecz anulowany                          | Mjølnir |
| RUNDA 6    |       |           |                                         |         |
| 14.03.2020 | 15:00 | ÍF        | mecz anulowany                          | Fleyr   |
| 15.03.2020 | 16:00 | Mjølnir   | mecz anulowany                          | SÍ      |
| 17.03.2020 | 20:00 | Fleyr     | mecz anulowany                          | Mjølnir |
| 19.03.2020 | 18:00 | SÍ        | mecz anulowany                          | ÍF      |
| 23.03.2020 | 19:30 | ÍF        | mecz anulowany                          | Mjølnir |
| 22.03.2020 | 13:00 | SÍ        | mecz anulowany                          | Fleyr   |

### Tabela
| Lp. | Drużyna | Pkt | Mecze | Mecze | Mecze | Rodzaj wyniku | Rodzaj wyniku | Rodzaj wyniku | Rodzaj wyniku | Rodzaj wyniku | Rodzaj wyniku | Sety | Sety | Sety | Małe punkty | Małe punkty | Małe punkty |
| Lp. | Drużyna | Pkt | M     | W     | P     | 3:0           | 3:1           | 3:2           | 2:3           | 1:3           | 0:3           | wyg. | prz. | +/–  | zdob.       | str.        | +/–         |
| --- | ------- | --- | ----- | ----- | ----- | ------------- | ------------- | ------------- | ------------- | ------------- | ------------- | ---- | ---- | ---- | ----------- | ----------- | ----------- |
| 1   | Mjølnir | 32  | 14    | 11    | 3     | 6             | 3             | 2             | 1             | 1             | 1             | 36   | 16   | +20  | 1202        | 1108        | +94         |
| 2   | SÍ      | 22  | 13    | 7     | 6     | 1             | 5             | 1             | 2             | 1             | 3             | 26   | 25   | +1   | 1149        | 1163        | −14         |
| 3   | Fleyr   | 17  | 15    | 6     | 9     | 2             | 2             | 2             | 1             | 5             | 3             | 25   | 33   | −8   | 1310        | 1314        | −4          |
| 4   | ÍF      | 13  | 14    | 4     | 10    | 2             | 1             | 1             | 2             | 4             | 4             | 20   | 33   | −13  | 1169        | 1245        | −76         |

Źródło: Flogbóltssamband Føroya (far.)
Punktacja: 3:0 i 3:1 – 3 pkt; 3:2 – 2 pkt; 2:3 – 1 pkt; 1:3 i 0:3 – 0 pkt
Zasady ustalania kolejności: 1. liczba punktów; 2. bilans setów; 3. bilans małych punktów; 4. bilans w bezpośrednich meczach

## Finał
Ze względu na przedwczesne zakończenie rozgrywek w dniu 16 kwietnia 2020 roku mecze finałowe nie odbyły się.

## Klasyfikacja końcowa
| Lp.     | Drużyna |
| ------- | ------- |
| 1.      | Mjølnir |
| 2.      | SÍ      |
| 3.      | Fleyr   |
| 4.      | ÍF      |
| Źródło: |         |